# Copa Asiática Femenina Sub-17 de la AFC de 2024
La Copa Asiática Femenina Sub-17 de la AFC 2024 fue la novena edición del torneo, (incluidas las ediciones anteriores del Campeonato Femenino Sub-17 de la AFC y el Campeonato Femenino Sub-16 de la AFC), organizada por la Confederación Asiática de Fútbol para mujeres menores de 17 años.
El torneo se realizó en Indonesia, entre el 6 y el 19 de mayo de 2024, con un total de ocho selecciones participantes.
Los tres mejores equipos del torneo se clasificaron para la Copa Mundial Femenina de Fútbol Sub-17 de 2024 que se desarrollará en República Dominicana.

## Sistema de competición
El sorteo clasificatorio de la primera fase se realizó el 3 de noviembre de 2022 en Kuala Lumpur, Malasia, que es la sede de la AFC. Los 29 equipos que participaron de la etapa clasificatoria fueron divididos en cinco grupos de cuatro equipos y tres grupos de tres equipos. Este campeonato consta de una fase clasificatoria que en este oportunidad se dividió en dos rondas y una fase final. La primera fase clasificatoria se efectuará entre el 22 de abril y el 30 de abril de 2023. La segunda ronda programada para jugarse entre el 16 y el 24 de septiembre de 2023. Los tres mejores equipos del torneo correspondiente a la edición 2019, Japón, Corea del Norte y China, se incorporan directamente a la fase final junto a Indonesia quien por ser el país anfitrión tiene asegurada su participación en la fase final, aunque independiente de ello decidió participar en la primera fase clasificatoria. Tres equipos clasificarán para la Copa Mundial Femenina de Fútbol Sub-17 de 2024 en República Dominicana como representantes de la AFC.
Japón es el campeón defensor.

## Clasificación
De las 47 federaciones miembro de la AFC, un total de 29 equipos participaron en la competencia. Japón, Corea del Norte y China automáticamente clasificados para el torneo final por su posición como los tres mejores equipos de la clasificación para el Campeonato Femenino Sub-16 de la AFC 2019 y, por lo tanto, no participaron en la etapa de clasificación.
- Primera ronda: 22-30 de abril de 2023
- Segunda ronda: 19-24 de septiembre de 2023

## Sorteo
El sorteo se realizó el 7 de marzo de 2024 en la AFC House de Kuala Lumpur, Malasia.

## Fase de grupos

#### Grupo A
| Equipo          | Pts | PJ | PG | PE | PP | GF | GC | Dif |
| --------------- | --- | -- | -- | -- | -- | -- | -- | --- |
| Corea del Norte | 9   | 3  | 3  | 0  | 0  | 22 | 0  | +22 |
| Corea del Sur   | 4   | 3  | 1  | 1  | 1  | 13 | 8  | +5  |
| Filipinas       | 4   | 3  | 1  | 1  | 1  | 7  | 8  | -1  |
| Indonesia       | 0   | 3  | 0  | 0  | 3  | 1  | 27 | -26 |

| 6 de mayo de 2024 | Corea del Norte                                                                                  | 7:0 (2:0) | Corea del Sur | Bali United Training Center, Bali, Indonesia |                  |
| 16:00 (GMT+8)     | - Ri Kuk-hyang 41' (pen.) - Ho Kyong 45+2', 54' - Jon Il-chong 47', 51', 89' - Choe Rim-jong 60' | Reporte   |               | Árbitra: Yu Hong                             | Árbitra: Yu Hong |

| 6 de mayo de 2024 | Indonesia         | 1:6 (1:4) | Filipinas                                                | Kapten I Wayan Dipta Stadium, Bali, Indonesia |                            |
| 19:00 (GMT+8)     | - Scheunemann 12' | Reporte   | - Pino 6', 35' - Guy 22' - Markey 29' - Collins 54', 62' | Árbitra: Supiree Testhomya                    | Árbitra: Supiree Testhomya |

| 9 de mayo de 2024 | Filipinas | 0:6 (0:4) | Corea del Norte                                                                                   | Bali United Training Center, Bali, Indonesia |                       |
| 16:00 (GMT+8)     |           | Reporte   | - Jon Il-chong 17', 27' - Kang Ryu-mi 24' - Pak Il-sim 31' - Choe Chong-gum 48' - Son Jo-ye 90+3' | Árbitra: Azusa Sugino                        | Árbitra: Azusa Sugino |

| 9 de mayo de 2024 | Corea del Sur | 12:0 (5:0) | Indonesia | Kapten I Wayan Dipta Stadium, Bali, Indonesia |                         |
| 19:00 (GMT+8)     | - Kim Hyo-won 13' - Han Guk-hee 34' - Beom Ye-ju 39' - Park Ji-yu 41' - Won Ju-eun 45+1', 50', 61', 86' - Kim Yee-un 59' (pen.) - Baek Ji-eun 80', 82' - Seo Min-jeong 90+2' | Reporte    |           | Árbitra: Rebecca Durcau                       | Árbitra: Rebecca Durcau |

| 12 de mayo de 2024 | Indonesia | 0:9 (0:8) | Corea del Norte                                                                      | Kapten I Wayan Dipta Stadium, Bali, Indonesia |                         |
| 16:00 (GMT+8)      |           | Reporte   | - Choe Il-son 1', 10', 38', 40', 47' - Kang Ryu-mi 11', 45+3' - Ro Un-hyang 14', 44' | Árbitra: Mahsa Ghorbani                       | Árbitra: Mahsa Ghorbani |

| 12 de mayo de 2024 | Corea del Sur  | 1:1 (0:1) | Filipinas  | Bali United Training Center, Bali, Indonesia |                               |
| 16:00 (GMT+8)      | Beom Ye-ju 74' | Reporte   | Markey 38' | Árbitra: Veronika Bernatskaia                | Árbitra: Veronika Bernatskaia |

#### Grupo B
| Equipo    | Pts | PJ | PG | PE | PP | GF | GC | Dif |
| --------- | --- | -- | -- | -- | -- | -- | -- | --- |
| Japón     | 9   | 3  | 3  | 0  | 0  | 12 | 1  | +11 |
| China     | 6   | 3  | 2  | 0  | 1  | 6  | 4  | +2  |
| Tailandia | 3   | 3  | 1  | 0  | 2  | 3  | 8  | -5  |
| Australia | 0   | 3  | 0  | 0  | 3  | 2  | 10 | -8  |

| 7 de mayo de 2024 | China                                              | 3:0 (1:0) | Australia | Bali United Training Center, Bali, Indonesia |                               |
| 16:00 (GMT+8)     | - Zhou Xinyi 5' - Xiao Jiaqi 63' - Zhang Kecan 77' | Reporte   |           | Árbitra: Veronika Bernatskaia                | Árbitra: Veronika Bernatskaia |

| 7 de mayo de 2024 | Japón                                      | 4:0 (0:0) | Tailandia | Kapten I Wayan Dipta Stadium, Bali, Indonesia |                         |
| 19:00 (GMT+8)     | - Shinjo 51' - Sakaki 65' - Tsuda 69', 87' | Reporte   |           | Árbitra: Mahsa Ghorbani                       | Árbitra: Mahsa Ghorbani |

| 10 de mayo de 2024 | Tailandia | 0:3 (0:0) | China                                            | Bali United Training Center, Bali, Indonesia |                            |
| 16:00 (GMT+8)      |           | Reporte   | - Song Yu 58' - Zhang Kecan 90' - Chen Rui 90+2' | Árbitra: Doumouh Al Bakkar                   | Árbitra: Doumouh Al Bakkar |

| 10 de mayo de 2024 | Australia               | 1:4 (0:2) | Japón                                      | Kapten I Wayan Dipta Stadium, Bali, Indonesia |                        |
| 19:00 (GMT+8)      | Dos Santos 90+6' (pen.) | Reporte   | - Sato 3', 10' - Shinjo 65' - Hirakawa 80' | Árbitra: Yang Shu-ting                        | Árbitra: Yang Shu-ting |

| 13 de mayo de 2024 | Japón                                          | 4:0 (1:0) | China | Kapten I Wayan Dipta Stadium, Bali, Indonesia |                     |
| 16:00 (GMT+8)      | - Fukushima 9' - Kikuchi 74', 86' - Nezu 90+5' | Reporte   |       | Árbitra: Cha Min-ji                           | Árbitra: Cha Min-ji |

| 13 de mayo de 2024 | Australia | 1:3 (1:1) | Tailandia                                         | Bali United Training Center, Bali, Indonesia |                            |
| 16:00 (GMT+8)      | Punch 31' | Reporte   | - Limpawanich 38' - Moondong 67' - Kitikhun 90+7' | Árbitra: Bùi Thị Thu Trang                   | Árbitra: Bùi Thị Thu Trang |

## Fase final
|  | Semifinales     | Semifinales |   |            | Final           | Final |  |
|  |                 |             |   |            |                 |       |  |
|  |                 |             |   |            |                 |       |  |
|  | 16 de mayo      |             |   |            |                 |       |  |
|  | Corea del Norte | 1           |   |            |                 |       |  |
|  | China           | 0           |   |            |                 |       |  |
|  |                 |             |   |            |                 |       |  |
|  |                 |             |   |            | 19 de mayo      |       |  |
|  |                 |             |   |            | Corea del Norte | 1     |  |
|  |                 | Japón       | 0 |            |                 |       |  |
|  |                 |             |   |            |                 |       |  |
|  |                 |             |   |            |                 |       |  |
|  |                 |             |   |            | Tercer lugar    |       |  |
|  | 16 de mayo      | 16 de mayo  |   | 19 de mayo | 19 de mayo      |       |  |
|  | Japón           | 3           |   | China      | 1               |       |  |
|  | Corea del Sur   | 0           |   |            | Corea del Sur   | 2     |  |

### Semifinales
| 16 de mayo de 2024 | Japón                        | 3:0 (1:0) | Corea del Sur | Kapten I Wayan Dipta Stadium, Bali, Indonesia |                         |
| 15:00 (GMT+8)      | - Nezu 40' - Shinjo 68', 88' | Reporte   |               | Árbitra: Rebecca Durcau                       | Árbitra: Rebecca Durcau |

| 16 de mayo de 2024 | Corea del Norte | 1:0 (1:0) | China | Kapten I Wayan Dipta Stadium, Bali, Indonesia |                               |
| 19:00 (GMT+8)      | Choe Yon-a 11'  | Reporte   |       | Árbitra: Veronika Bernatskaia                 | Árbitra: Veronika Bernatskaia |

### Tercer puesto
| 19 de mayo de 2024 | China          | 1:2 (0:1) | Corea del Sur  | Kapten I Wayan Dipta Stadium, Bali, Indonesia |                       |
| 15:00 (GMT+8)      | Dong Yujie 81' | Reporte   | Phair 13', 84' | Árbitra: Azusa Sugino                         | Árbitra: Azusa Sugino |

### Final
| 19 de mayo de 2024 | Corea del Norte  | 1:0 (0:0) | Japón | Kapten I Wayan Dipta Stadium, Bali, Indonesia                |                                                              |
| 19:00 (GMT+8)      | Jon Il-chong 46' | Reporte   |       | Asistencia: 1.325 espectadores Árbitra: Veronika Bernatskaia | Asistencia: 1.325 espectadores Árbitra: Veronika Bernatskaia |

|                                    |
| Bandera de Corea del Norte         |
| Campeón Corea del Norte 4.º título |

## Equipos clasificados para la Copa Mundial Femenina Sub-17 de la FIFA de 2024
Los siguientes 3 equipos clasificaron a la Copa Mundial Femenina Sub-17 de la FIFA República Dominicana 2024
| Bandera de Japón      | Bandera de Corea del Norte | Bandera de Corea del Sur |
| Japón                 | Corea del Norte            | Corea del Sur            |
| Clasificado: 16/05/24 | Clasificado: 16/05/24      | Clasificado: 19/05/24    |